# Living instrument-doktrinen
Living instrument-doktrinen (engelsk: living instrument doctrine; fransk: doctrine de l'instrument vivant) er et fortolkningsprincip anvendt af Den Europæiske Menneskerettighedsdomstol ved fortolkning af Den Europæiske Menneskerettighedskonvention. Princippet lyder at konventionen er et "levende instrument" (engelsk: living instrument; fransk: instrument vivant à interpréter) der skal fortolkes i lyset af nutidige forhold (engelsk: present-day conditions; fransk: conditions de vie actuelles) ved at tage højde for sociale og retlige udviklinger i medlemsstaterne og på internationalt plan. Princippet anses som udtryk for en dynamisk, i modsætning til en originalistisk, fortolkning af konventionen.
Domstolen gav udtryk for princippet første gang i sagen Tyrer mod Storbritannien som led i en vurdering af, om den fysiske afstraffelse klager var blevet udsat for, udgjorde "nedværdigende behandling" omfattet af forbuddet herimod i konventionens artikel 3. Den udtalte følgende:

The Court must also recall that the Convention is a living instrument which, as the Commission rightly stressed, must be interpreted in the light of present-day conditions. In the case now before it the Court cannot but be influenced by the developments and commonly accepted standards in the penal policy of the member States of the Council of Europe in this field.
| La Cour rappelle en outre que la Convention est un instrument vivant à interpréter - la Commission l’a relevé à juste titre - à la lumière des conditions de vie actuelles. Dans la présente espèce, la Cour ne peut pas ne pas être influencée par l’évolution et les normes communément acceptées de la politique pénale des États membres du Conseil de l’Europe dans ce domaine. |